# Serra das Éguas
A Serra das Éguas é um conjunto de montanhas localizada no município de Brumado, sudoeste do estado brasileiro da Bahia, no sítio geológico Cráton do São Francisco. A serra possui uma composição mineral em carbonato de magnésio, portanto rica em magnesita e ferro, e na atualidade abriga a terceira maior mina do minério a céu aberto do mundo. A produção correspondeu a 3% do volume mundial em 2001, segundo a Magnesita S.A., empresa detentora dos direitos de mineração desde 1940.Há outras empresas que também exploram o talco, o mineral filossilicato, existente na serra.

## Vegetação e clima
O local possui uma área de 142 quilômetros quadrados, sendo 10 quilômetros de largura e 18 quilômetros de comprimento e altitude de 1.100 metros, o que contribui para uma vegetação de campos rupestres, típico da Mata Atlântica brasileira, além da caatinga hipoxerófita, caracterizada por árvores de pequeno porte e arbustos espinhentos. O clima representativo da região é o tipo estepe tropical.

## História
| Gráfico de minerais ocorrentes no subsolo de Brumado | Gráfico de minerais ocorrentes no subsolo de Brumado | Gráfico de minerais ocorrentes no subsolo de Brumado | Gráfico de minerais ocorrentes no subsolo de Brumado | Gráfico de minerais ocorrentes no subsolo de Brumado | Gráfico de minerais ocorrentes no subsolo de Brumado | Gráfico de minerais ocorrentes no subsolo de Brumado |
| Fonte: Roberta Vargas (Ufba) Filossilicato (31%) Magnesita (23%) Vermiculita (15%) Barita, tungstênio, apatita, dolomita, cianite, calcário, diamante, ametista e esmeralda (8%) Ferro (6%) Pedras ornamentais (5%) Turmalina (4%) Quartzo (2%) Cobre (2%) Calcita e pedra de construção, 2% cada (4%) |                                                      |                                                      |                                                      |                                                      |                                                      |                                                      |
| --- | ---------------------------------------------------- | ---------------------------------------------------- | ---------------------------------------------------- | ---------------------------------------------------- | ---------------------------------------------------- | ---------------------------------------------------- |

Seu topônimo tem origem na antiga Fazenda Serra das Éguas, que em meadas da década de 1760, pertencia ao padre André Antunes da Maia.
Em 1889, M. Daubrée apresentou à Academia de Ciência de Paris, o primeiro  relato sobre o minério na serra. Esse trabalho foi realizado por Augusto de Saxe-Coburgo-Gota. Porém, em 1868, Exupério Pinheiro Canguçu, o último senhor do Sobrado do Brejo (um dos proprietários da fazenda Campo Seco, nome posterior da fazenda Serra das Éguas), já explorara minério de ferro no local, e instalara uma fábrica para produção de objetos, como ferramentas agrícolas, utensílios domésticos, pregos e fechaduras. A fazenda Campo Seco só foi vendida em 1939.
No final da década de 1930, os franceses Georges Louis Minviele e Miguel Pierre Cahen, após consultarem o Departamento Nacional de Produção Mineral, na capital brasileira, tomaram conhecimento de uma amostra de magnesita e estudos incompletos deste minério, encontrados em regiões do sul da Bahia. De posse destas informações e com a ajuda de um Ford-29 e em lombos de burros, os franceses percorreram as cidades de Jequié, Bom Jesus dos Meiras (atual Brumado), precisamente nas localidades de Pirajá e Pedra Preta, estudando e pesquisando a composição rochosa da região. Após constatado a alta incidência de magnesita, principalmente na serra das Éguas, retornaram ao Rio de Janeiro, registrando uma concessão de exploração e fundaram a Sociedade Magnesita Limitada (atual Magnesita Refratários S.A.). Sem recursos financeiros para a exploração em escala industrial, Minviele e Cahen associaram-se com o médico, banqueiro e futuro político Antônio Mourão Guimarães e Louis Ensch (então presidente da Companhia Siderúrgica Belgo Mineira) para consolidar a empresa, que na atualidade, no Brasil, é uma das maiores exploradoras de matéria-prima na produção de material refratário.